# Diócesis de Oca

Localización de la Civitate de Auca Patricia, la Ciudad romana de Oca.

La diócesis de Oca (en latín: Auca o Dioecesis Aucensis) fue una sede episcopal de la Iglesia católica en Hispania, sufragánea de la archidiócesis de Tarragona, en la zona de la actual provincia de Burgos, en la comunidad autónoma de Castilla y León (España). 

## Historia
El primer obispo registrado es Asterio, que firmó como tal en el III concilio de Toledo (589). El obispado podría haberse fundado fuera de una urbe por razones estratégicas en tiempos de Leovigildo (568-586), en relación con su campaña para el sometimiento de Cantabria, y, aunque se ignora su localización, se estima que podría situarse en el término municipal de Villafranca de Montes de Oca, habiéndose barajado como posibles emplazamientos los asentamientos de Vega Bajera, de Somorro, de La Pedraja y de El Llano, estos últimos castros romanizados. En su demarcación quedarían comprendidas Segisama (Sasamón), Deóbriga, Tritium, Birovesca (Briviesca), Salionca (Poza de la Sal) y la propia Oca, límites que se verían ampliados con el sometimiento por Leovigildo de cántabros (570) y vascones (581), por lo que se habría incorporado a ella la sede de Amaya de duración incierta.
Tras la conquista árabe y durante el reinado de Alfonso II el Casto, Juan, obispo de Oca, fundó (804) la diócesis de Valpuesta, cuya jurisdicción se iba a extender por el norte de Burgos, adentrándose por territorio cántabro y vascongado hasta su absorción en un primer momento por la diócesis de Nájera (entre 1052 y 1064) y su reincorporación posterior a la refundada diócesis de Oca en 1067 por Sancho II.
Su fin, según Florián de Ocampo, se produjo cuando Alfonso VI restauró en Burgos la diócesis que anteriormente había tenido su sede en la ciudad de Auca, y que había sido destruida por los sarracenos,
de forma que la diócesis de Burgos pasó a ser continuación canónica del obispado de Oca, acto confirmado por el papa Urbano II en 1095.
Actualmente es una diócesis titular, sin jurisdicción territorial, como el resto de diócesis católicas extintas.

## Obispos de Oca
- Asterio — (mencionado entre 589 y 597)
- Amanungo — (mencionado entre 633 y 646)
- Litorio (c. 649 – c. 656)
- Stercopio — (mencionado entre 675 y 688)
- Constantino — (mencionado en 693)
- ¿Valentín? (c. 759)
- ¿Oveco? (c. 853 – c.857)
- ¿Velasco o Vicente? (c. 959 – c. 975)
- ¿Lucidio? (c. 978)
- Godesteo (c. 992)
- Pedro (c. 1003 – c. 1024)[5]
- Julián (c. 1027 – c. 1036)
- Atón o Atto (c. 1036 – c. 1044)
- Gómez (c. 1042 – c. 1064)
- Jimeno I (c. 1064 – c. 1068)
- Jimeno II (c. 1068 – c. 1075)[6]

Según Pablo Dorronzoro, Julián estableció la sede de Oca en el monasterio de Cardeña, algo antes del año 1039, cuyo abad era Gómez, su futuro sucesor. Esta decisión está motivada por los conflictos políticos derivados de los reinados de Fernando I y su hermano García Sánchez III de Pamplona. La división del reino a la muerte de Sancho III el Mayor, otorgó a García Sánchez gran parte del Condado de Castilla, en particular la tierra de Oca, mientras que Fernando quedaría con el resto del condado castellano. Esto provocará que Oca y Burgos se separaran políticamente. Por este motivo, Julián situó su sede en el cenobio burgalés de Cardeña, del que había salido los anteriores obispos de Oca. García Sánchez III, no contento que la sede episcopal dependiese de su hermano Fernando, decidió nombrar a Atón como obispo de Oca, separando la jurisdicción territorial que había pertenecido a Julián. Atón era familiar de san Íñigo, abad del monasterio de Oña, con quien se había ido a vivir. Gómez sucederá a Julián en la sede burgalesa en Cardeña, como lo atestigua un escrito en 1042 en el que aparece como obispo. Atón morirá en 1044 y, aunque Gómez ambiciones el obispado de Oca, no lo tendrá hasta 1054, cuando García Sánchez III muere en la batalla de Atapuerca y Oca pasará a la Castilla de Fernando I. Jimeno, sobrino de Gómez, fue abad de la iglesia monasterial de San Martín de Villariezo, la villa natal del obispo, durante el episcopado de Gómez. Después entraría como presbítero en el monasterio de Cardeña. Tío y sobrino patrimonializarían el episcopado de Oca-Burgos en un claro ejemplo de nepotismo. En documentos aparecen ambos como obispo, por ejemplo en una donación en 1068 de Sancho II al obispo Jimeno I de Burgos. Sancho II, heredero de Fernando I como rey de Castilla, pretende asimilación oficial de la diócesis de Burgos-Oca, en su estructuración de las sedes episcopales del nuevo reino. Pero en 1065 se celebra el concilio de Nájera, en él se evidencia el choque entre Roma y los eclesiásticos de la península. Hay indicios de un viaje de Jimeno entre 1068 y 1072 al monasterio de Cluny, así en 1068 aparecería en el concilio de Llantada un obispo con el nombre en latín de Simeonem que se nombrará como Jimeno II. Esto sugiere que Jimeno, o Simeonis episcopi como aparece en un documento, se quedaría en Cluny siendo sucedido por Jimeno II. Hay confusión entre estos dos obispos, si llegaron a ser dos distintos o el mismo que al regresar de su viaje cambió el nombre. Lo constatado es que sería Jimeno II quien asentaría definitivamente la sede de episcopado de Burgos-Oca en Santa María de Gamonal, hasta que Alfonso unificara las sedes castellanas Amaya, Valpuesta, Muñó, Sasamón, Oña y Gamonal en una única en Burgos.
Continúa en Episcopologio de Burgos

### Sede Titular

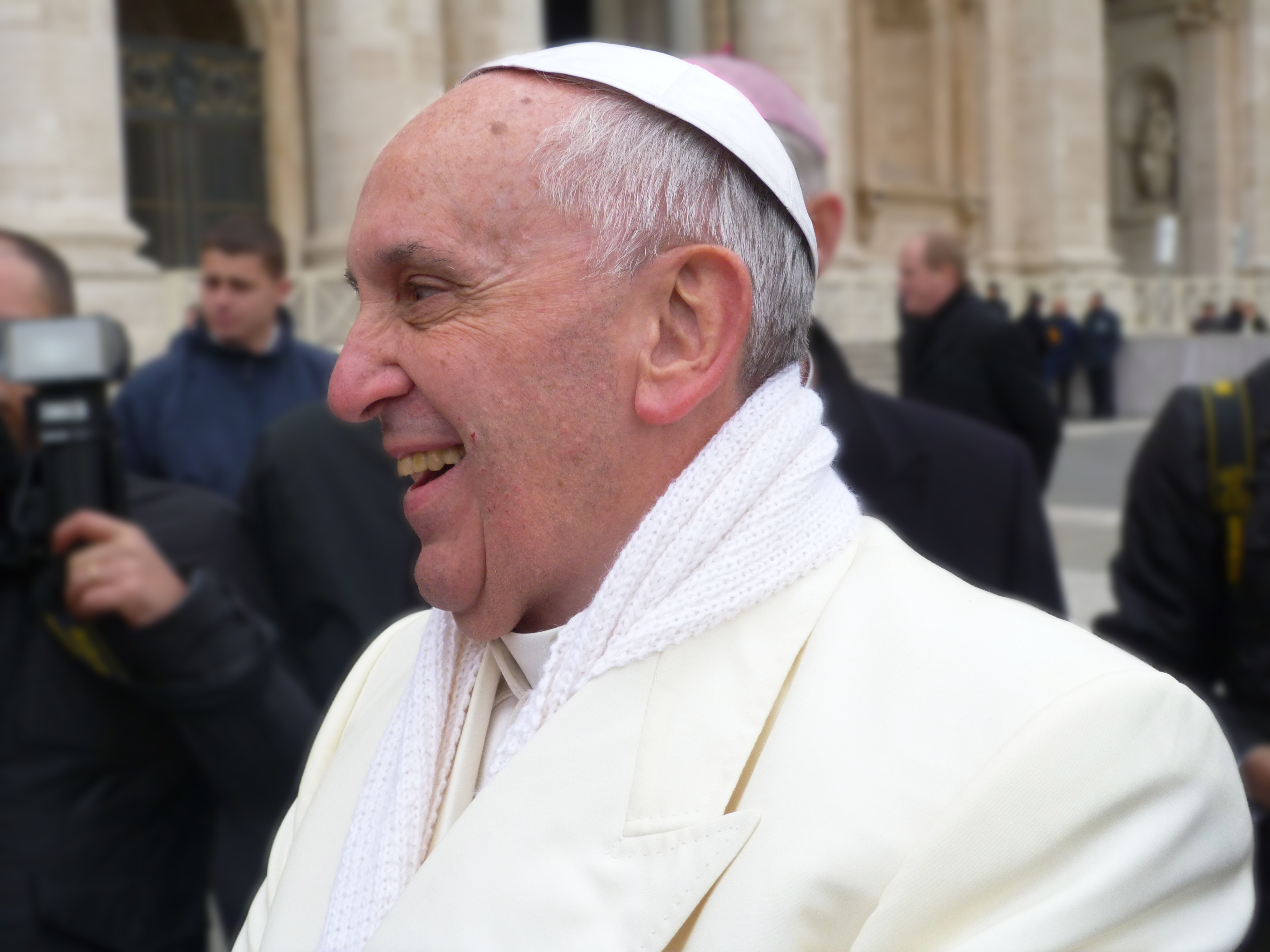
El papa Francisco, de nombre secular Jorge Mario Bergoglio, fue designado obispo de Oca el 20 de mayo de 1992.

En tiempos contemporáneos, la Iglesia católica mantiene la denominación de la diócesis de Auca como una diócesis titular, sin jurisdicción territorial, al igual que el resto de las diócesis católicas extintas. Con tal carácter, fueron designados los siguientes obispos:
1. Daniel Llorente y Federico (designado el 11 de diciembre de 1969 y renunció el 11 de diciembre de 1970, poco antes de su muerte el 27 de febrero de 1971).
2. Hernando Rojas Ramírez (designado el 26 de abril de 1972; el 12 de diciembre de 1974 fue elegido obispo de la diócesis de El Espinal).
3. Theodor Hubrich (designado el 5 de diciembre de 1975, falleció el 26 de marzo de 1992).
4. Jorge Mario Bergoglio, S.J. (fue designado el 20 de mayo de 1992; el 3 de junio de 1997 fue elegido obispo coadjutor de la arquidiócesis de Buenos Aires).
5. Mieczysław Cisło (fue designado el 13 de diciembre de 1997).